# Lubomirští
Lubomirští (polsky Lubomirscy, příjmení mužského člena rodu je Lubomirski) je polský knížecí rod.

## Historie rodu
Nejstarší zmínka o rodu pochází z 11. století. Celé jméno rodu v polštině zní Lubomirscy herbu Szreniawa bez Krzyża a je odvozeno od obce Lubomierz v Dolním Slezsku.
V raném novověku rod zbohatl těžbou soli v jižním Polsku a patřil k nejbohatším a nejvlivnějším rodům Polsko-litevské unie. Čtyři členové rodu dosáhli funkce polského maršálka: Jiří Šebestián, Josef Karel, Stanislav Heraklius a Stanislav. Roku 1647[zdroj?] dosáhl jiný Stanislav Lubomirský, známý vojevůdce, titulu říšského knížete, který mu udělil Ferdinand III.
Rod se rozdělil do pěti hlavních větví:
- Wiśniczskou – zakladatel Alexandr Michal (1614–1677)
- Łańcutskou – zakladatel Stanislav Heraklius (1642–1702)
- Przeworskou – zakladatel Alexandr Michal († 1675)
  - tato nejpočetnější linie se dále dělí na tři větve: dubrowieńsko-kruszyńskou, równieńsko-przeworskou a dubieńskou
- Rzeszówskou – zakladatel Hieronim Augustyn (asi 1647–1706)
- Janowieckou – zakladatel Jiří Dominik (1665–1727)

## Erb
V erbu má stříbrné esovitě zakroucené břevno na červeném poli (erb Drużyna neboli Srzeniawa bez Krzyża).

## Význační členové rodu
- Alexi Lubomirski britský fotograf polského původu
- Anna Konstancie Lubomirská (1669–1726)
- Anna Marie Lubomirská (1735–1776) manželka inflanckého vojvody
- Anna Marie Sangušková z rodu Lubomirských (1690–1754)
- Elżbieta Izabela Lubomirska, roz. Czartoryská (1736–1816) manželka královského maršálka Stanislava Lubomirského
- Helena Lubomirská (1783–1876) polská malířka
- Joanna Lubomirská (1723–1783) favoritka ministra Jindřicha Brühla
- Ludivika Lubomirská († 1836) kyjevská kastelánka, Kościuškova hrdinka
- Magdalena Anežka Lubomirská (Sapieżyna, 1739–1780) milenka Stanislava Augusta Poniatowského
- Marianna Lubomirská (Denhoffová, asi 1685–1730) milenka krále Augusta II.
- Rozálie Lubomirská (1768–1794) kastelánka kyjevská, saloniérka
- Uršula Lubomirská (asi 1697–1776) bolimowská starostka
- Žofie Lubomirská (1718–1790) krakovská kastelánka
- Adam Jeroným Lubomirský (1811–1873) důstojník polské armády, účastník listopadového povstání
- Alexandr Michal Lubomirský (asi 1614–1677) krakovský vojvoda
- Alexandr Ignác Lubomirský (1802–1893) finančník a filantrop
- Alexandr Jakub Lubomirský (1695–1772) královský mečník a generál
- Antonín Lubomirský (1718–1782) vojvoda a krakovský kastelán
- Antonín Benedikt Lubomirský († 1761) starosta kaziměřský, královský mečník a velvyslanec
- Eduard Kazimír Lubomirský (1796–1823) diplomat a básník
- Evžen Lubomirský (1825–1911) politik a ekonom
- František Xaver Lubomirský (1747–1819) starosta sieciechowský, ruský generál
- Jindřich Lubomirský (1777–1850) politický činitel, literární kurátor, mecenáš umění, otec Jiřího Jindřicha
- Jeroným Augustýn Lubomirský (asi 1647–1706) kastelán krakovský, královský hejtman
- Jan Tadeáš Lubomirský (1826–1908) ekonom a společenský aktivista
- Jiří Alexandr Lubomirský (asi 1669–1735) vojvoda sandoměřský
- Jiří Dominik Lubomirský (asi 1665–1727) krakovský vojvoda
- Jiří Jindřich Lubomirský (1817–1872) politický činitel, slavjanofil, literární kurátor
- Jiří Ignác Lubomirský (1687–1753) královský korouhevník
- Jiří Martin Lubomirský (1738–1811) generál královské armády, dobrodruh
- Jiří Roman Lubomirský (1799–1865) velkostatkář, podporovatel vzdělání a vlasteneckých aktivit
- Jiří Šebestián Lubomirský (1616–1667) maršál královské armády a královský polní hejtman
- Josef Lubomirský (1704–1755) vrchní stolník litevský, královský generálporučík
- Josef Lubomirský (1751–1817) starosta romanowský, kyjevský kastelán, generálporučík
- Josef Karel Lubomirský (1638–1702) maršál královské armády
- Josef Maxmilián Lubomirský (1839–1911) francouzský historik
- Kašpar Lubomirský (asi 1724–1780) generálporučík ruské armády, velvyslanec
- Kazimír Lubomirský (1813–1871) hudební skladatel
- Kazimír Lubomirský (1869–1930) haličský politik, velvyslanec
- Konstantin Jacek Lubomirský (asi 1620–1663) velvyslanec, královský číšník
- Marcel Lubomirský (1810–1865) exilový politik
- Michal Lubomirský (1752–1825) generál královské armády
- Ondřej Lubomirský (1862–1953) velvyslanec, literární kurátor, ekonom
- Stanislav Lubomirský (1583–1649) kníže Svaté říše římské, vojvoda ruský a krakovský
- Stanislav Lubomirský (1704–1793) vojvoda braclavský a kyjevský
- Stanislav Lubomirský (asi 1720–1783) maršál královské armády
- Stanislav Herakleus Lubomirský (asi 1642–1702) maršál královské armády, politický spisovatel a básník
- Stanislav Šebestián Lubomirský (1875–1932) průmyslník, finančník a ekonom
- Stanislav Stefan Lubomirský-Lanckorońský (* 1931) předseda Rodového sdružení knížat Lubomirských (pol. Zjednoczenie Rodowe Książąt Lubomirskich)
- Šebestián Lubomirský (asi 1546–1613) krakovský hejtman, vojnický kastelán, hrabě Svaté říše římské, krakovský purkrabí
- Theodor Josef Lubomirský (1683–1745) krakovský vojvoda, rakouský polní maršál
- Vladislav Lubomirský (1866–1934) velkostatkář, mecenáš umění, hudební skladatel
- Vladislav Emanuel Lubomirský (1824–1882) biolog, aktivista a filantrop
- Zdislav Lubomirský (1865–1943) senátor, primátor Varšavy, člen Regentské rady